# Sources d'Évian-les-Bains
Les sources sont au centre de l’activité thermale de la station thermale d'Évian-les-Bains, dans le département français de la Haute-Savoie.

## Les sources
Les sources d'Évian-les-Bains ci-après ont été exploitées par des distributeurs d'eau, avec plus ou moins de succès. Certaines sont historiquement liées à la société des eaux minérales d'Évian-les-Bains. Quatre d'entre elles ont une allégorie sculptée dans le hall d'entrée des anciens thermes, devenu Palais Lumière après les travaux de rénovation de 2006.
- Bonnevie (ou de Gallaz), analysée en 1851[1], avec son allégorie dans les anciens termes devenu Palais Lumière
- Cachat, reconnue en 1789[1], la plus connue, idem pour l'allégorie
- Clermont[1] (dite source de l'hôpital), analysée en 1882[1], idem pour l'allégorie
- du Châtelet (voir le procès de 1926)
- Cordeliers[1] (dite source du Coffre, ancienne fontaine sainte Catherine du faubourg de la Touvière) - idem pour l'allégorie
- Corporeau
- des ducs (tarie) - lieu de la cité des ducs
- Eviana
- Graziella (Exploitée de 1907 à 1927, initialement propriété de la Société « Vittel » qui venait concurrencer Evian sur son sol. L’emplacement du rez-de-chaussée de l’hôtel les Cygnes composait l’usine d’embouteillage. La Source est propriété de l’hôtel depuis cette date).
- des Grottes
- Guillot, analysée en 1851[1]
- Lavoir
- Miat
- Montmasson[1]
- Première
- Vignier

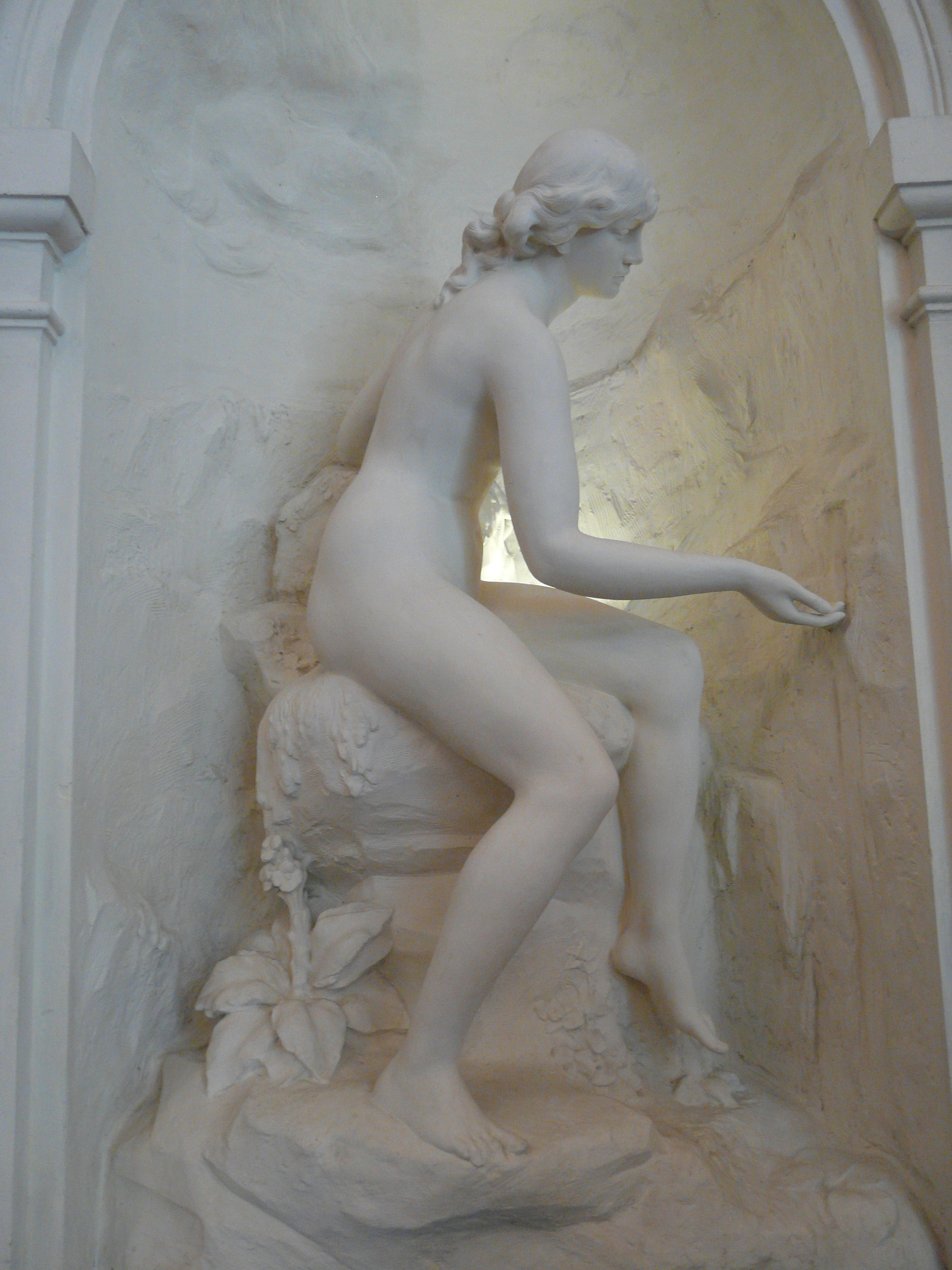
Source Cachat
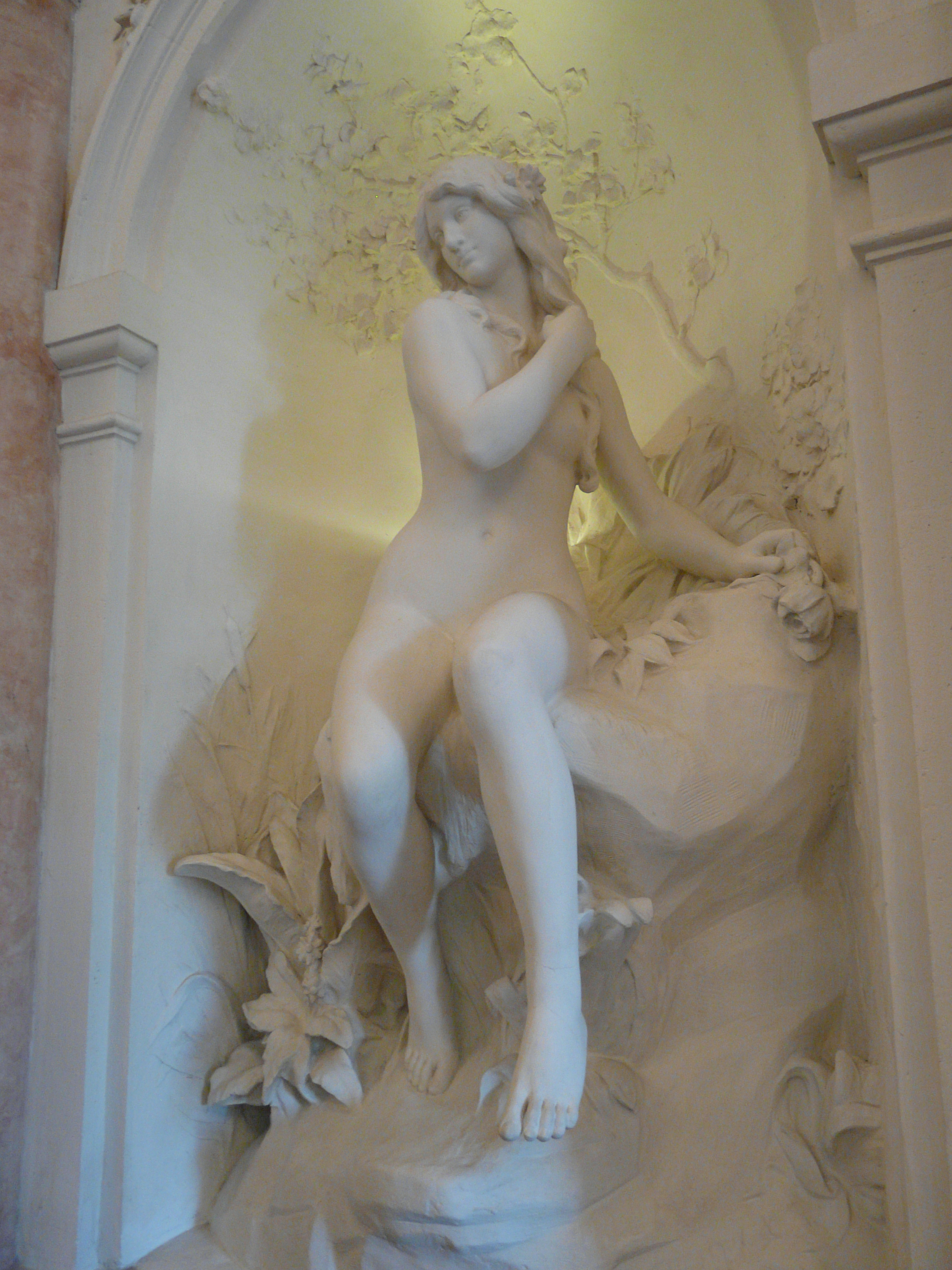
Source Clermont
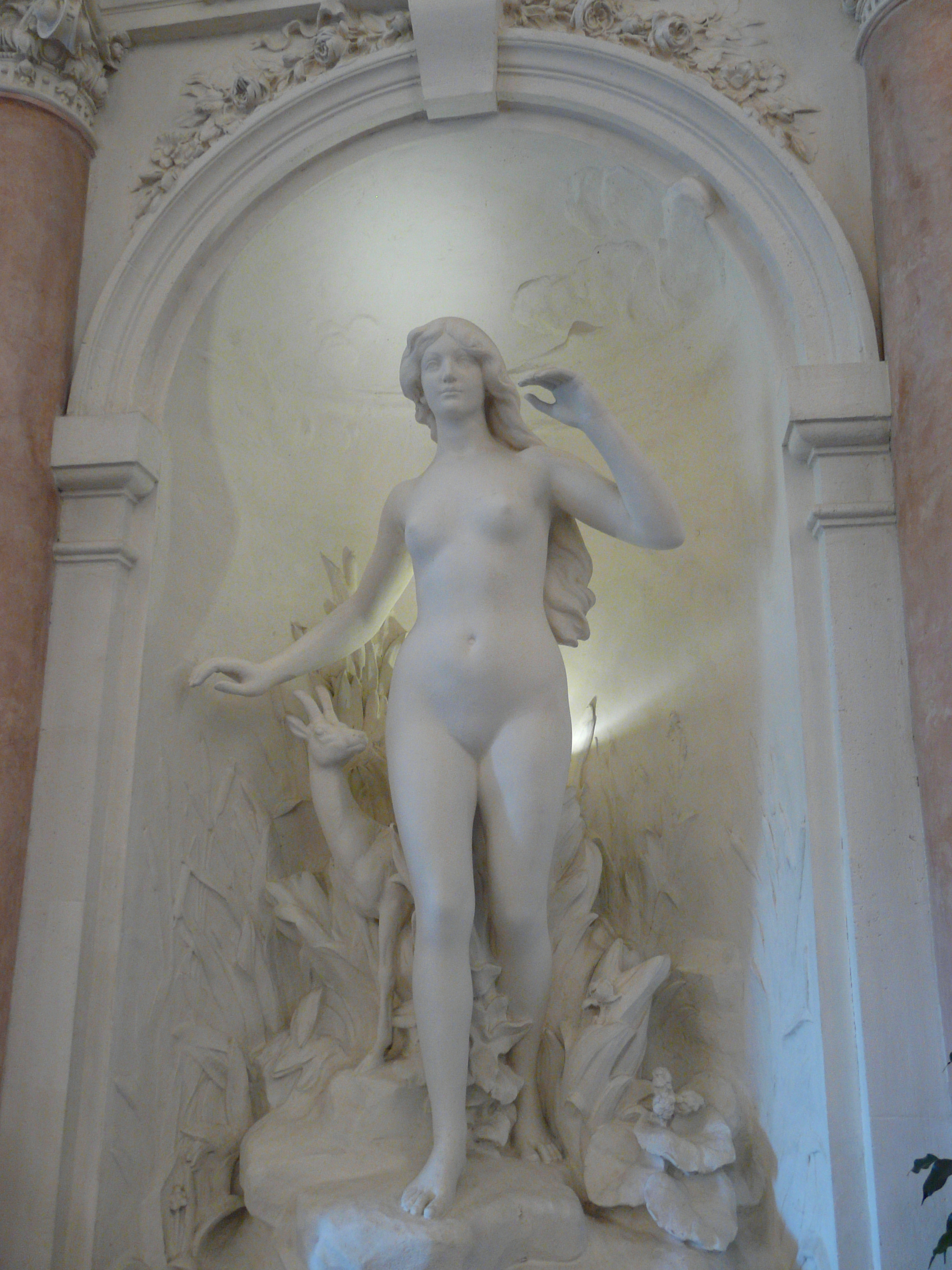
Source Bonnevie
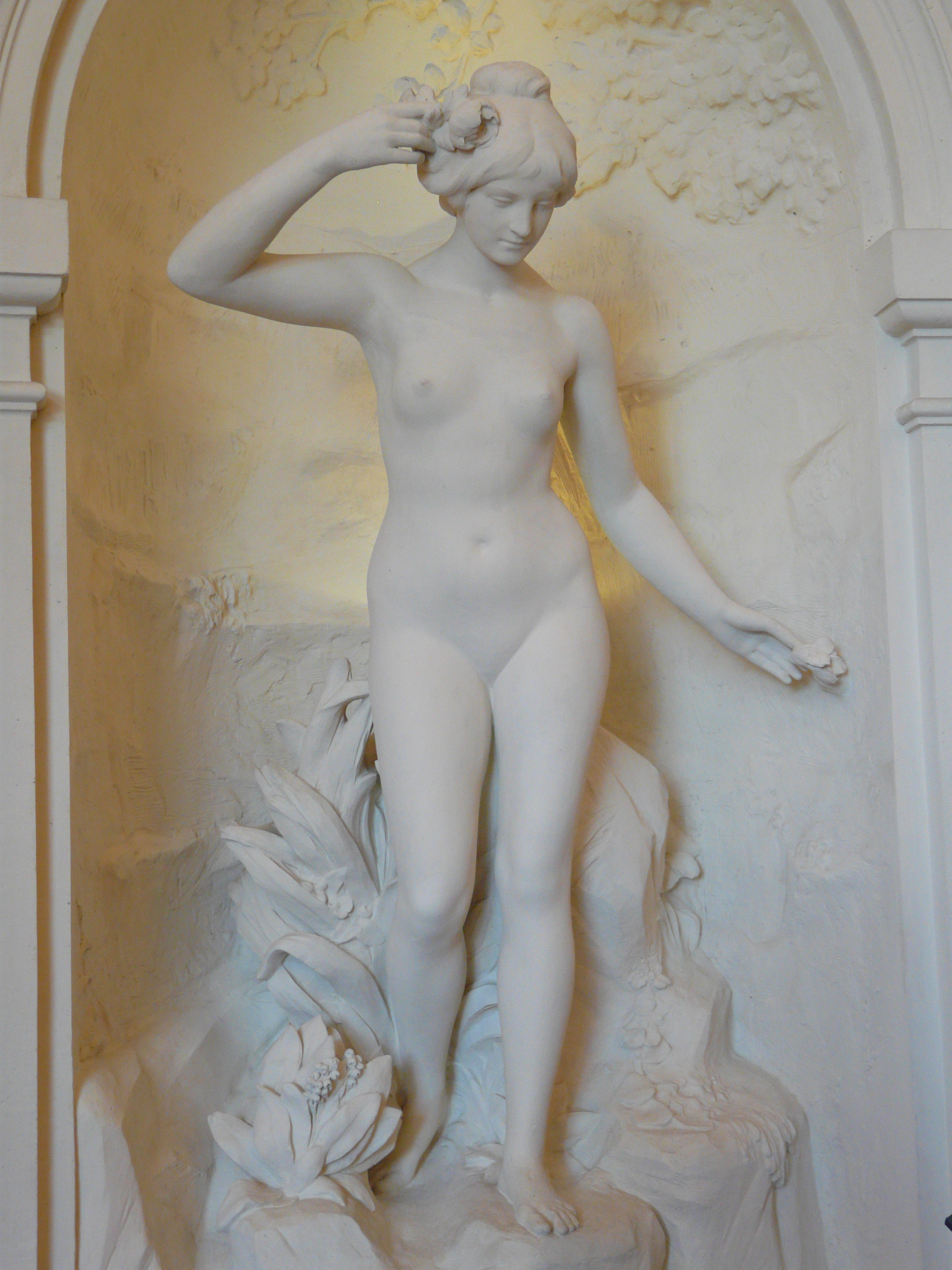
Source des Cordeliers